# ستين نادولني
ستين نادولني (بالألمانية: Sten Nadolny)‏ (و. 1942 – م) هو كاتب من ألمانيا . ولد في تسيهدينك .

## أعمال بارزة
من أهم أعماله:
- The Discovery of Slowness.

## جوائز
حصل على جوائز منها:
- Ingeborg Bachmann Prize
- كاتب مدينة ماينتس.

## روابط خارجية
- ستين نادولني على موقع IMDb (الإنجليزية)
- ستين نادولني على موقع مونزينجر (الألمانية)
- ستين نادولني على موقع ميوزك برينز (الإنجليزية)